# Barbut
Barbut er en portrætfilm instrueret af Ole Askman efter eget manuskript.

## Handling
Harry Hviid Jensen, Barbut kaldet, er frisør med regelmæssige rutiner og rolige rytmer. Foran hans lille forretning på Vesterbrogade suser dagligt en hel verden travlt forbi. Men Barbut passer sit, som han har gjort det i mange år. Han udfører sit gamle frisørhåndværk på dagens enlige kunde med virtuost håndelag til ouverturen fra Rossinis Barberen i Sevilla. Barbut er et stemningsfyldt, musikalsk nutidsbillede af en snart svunden epoke i stil med samme instruktørs smukke portræt af den dirigerende politibetjent i Capriccio (1968).